# 杉山洋介
杉山 洋介（すぎやま ようすけ、1964年11月23日 - ）は日本のソングライター、編曲家、音楽プロデューサー。東京都練馬区出身。法政大学第一高等学校（現・法政大学高等学校）卒業、法政大学中退。

## 来歴
1984年7月1日、ロックバンド「SALLY」のリーダー、ギター、ボーカルとしてデビュー。同バンドメンバーの加藤喜一と共同名義・YOSUKE & KEACHで数々の曲を生む。しかし、メンバー間の音楽性の違い、スタッフや音楽業界からの扱いに徐々に不満が募り、軋轢が生じ始める。1985年12月4日、SALLYは話し合いの末解散を決定。1986年3月25日、文化放送で受け持っていたラジオ番組「ナマいきSALLYは絶快調」エンディングにて解散宣言をした。
1986年5月27日、渋谷公会堂でラストライブを行い、SALLYは解散。その後、ロンドンへ音楽留学。
帰国後は作曲家として、島田奈美、少年隊、幕末塾らに楽曲を提供。作曲及び編曲を担当した少年隊『封印LOVE』（1990年）は、通算15枚目のシングルとしてリリースされた（作詞は亜伊林（三浦徳子の別名義））。
1990年代前半には自らのユニット「Systeme-d」、「seven steps to heaven」でアルバムを発表。
1998年より、音楽ユニット「paris match」を率いる。バンド名はポップ・ロックバンド「The Style Council」のアルバム『カフェ・ブリュ』収録曲「The Paris Match」より拝借。
2007年、音楽事務所「coolism productionsを設立、代表を務める。レーベルプロデューサーとして活動している。
2013年11月、西武池袋線江古田駅前にイタリアンレストラン「CAFFÈ BLU（カフェ ブル）」を開店、オーナーを務める。
DJ、リミキサーとしてもディスコなどのクラブシーンでミックス操作プレイを行うことがある。また、SMAPの作品のリミックスなども行っている。